# Meisental (Haardt)
Das Meisental ist ein etwa 1,5 km langes Kerbtal in der Haardt, dem Ostrand des Pfälzerwalds (Rheinland-Pfalz). Auf der Gemarkung von Haardt an der Weinstraße trennt es, von Südost nach Nordwest bis Nord ansteigend, im Massiv des 554 m hohen Weinbiets dessen Südostausläufer Schlossberg vom Süd- und Südwestausläufer Wolfsberg.

## Geographie

### Lage
Das Weinbietmassiv liegt auf der westlichen Schulter des Oberrheingrabens. Dieser brach vor etwa 50 Millionen Jahren ein und wurde in späterer Zeit durch abgelagerte Sedimente auf das Niveau der heutigen Oberrheinischen Tiefebene aufgefüllt.
Das Meisental hat seinen Talschluss knapp 400 m südöstlich des Weinbietgipfels auf etwa 376 m,  der Talausgang zum Neustadter Ortsteil Haardt hin liegt auf etwa 195 m. An der Ost- und Nordostseite des Meisentals entlang verläuft der bis 409,3 m hohe Schlossberg, nach Süden und Südwesten erhebt sich der Wolfsberg (490,7 m).
Am 18. November 1988 wurde die Wasserver- und -entsorgung der Gebäude auf dem Weinbietgipfel von Neustadt her in Betrieb genommen, nachdem ab 1952 der Loosenbrunnen das Wasser geliefert hatte; die neuen Leitungen wurden durch das Meisental verlegt.

### Gewässer
Das Meisental wird vom Sulzwiesengraben durchflossen, der das Tal weitgehend geformt hat. Er entspringt ein Stück unterhalb des Talschlusses auf 275 m Höhe und mündet nach gut 1,7 km Lauf weiter abwärts in der Kernstadt von Neustadt auf 135 m Höhe von links in den Floßbach. Dieser ist eine linke Ableitung des Speyerbachs, die nach gut 1,5 km wieder in diesen zurückfließt.

## Sehenswürdigkeiten
Links oberhalb des Talausgangs, auf dem Sporn des Schlossbergs, liegen nahe beieinander die Burg Winzingen und das Haardter Schloss, rechts am Wolfsberg die mediterran gestaltete Parkanlage Dr.-Welsch-Terrasse. Weitere Kultur- und Naturdenkmäler sowie Aussichtspunkte in die Rheinebene liegen vor allem auf dem Wolfsberg und sind über Wanderpfade erreichbar.

## Biologie

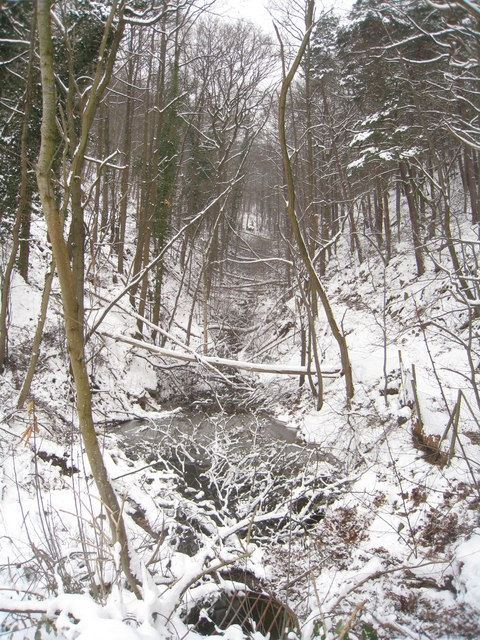
Oberes Meisental mit dem Sulzwiesengraben
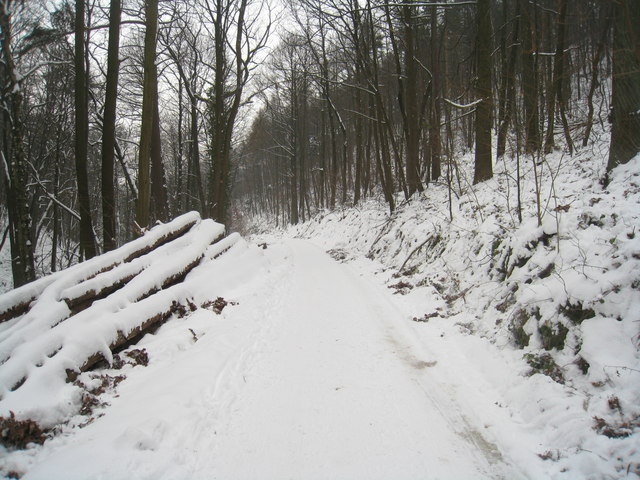
Forstweg im mittleren Meisental

Kiefern zusammen mit Fichten und Tannen stellen den hauptsächlichen Bewuchs auf der Sohle und an den Flanken des Meisentals. Da die Talflanke im Nordosten samt dem Naturschutzgebiet Haardtrand - Schloßberg im Luv der in der Region vorherrschenden West- und Südwestwinde liegt, erhält sie etwas mehr Niederschläge als das übrige Tal.
Auf der wasserreicheren Seite gedeihen unter den Nadelbäumen vermehrt feuchtigkeitsliebende Pflanzen wie Moose und Farne; sie bilden die Biotope des 1992 eingerichteten Naturschutzgebiets und geben schützenswerten Kleinlebewesen Deckung und Unterschlupf. Schutzzweck ist die Erhaltung und Entwicklung eines Terrains, das im Bereich des Talausgangs mit Weinbergsterrassen und Obstgrundstücken beginnt, die durch Trockenmauern sowie Gebüsch- und Saumbiotope gekennzeichnet sind, und das talaufwärts in Wald- und Waldrandflächen übergeht.
Das Naturschutzgebiet ist etwa 500 m lang und reicht gut 50 m weit von der Talsohle nach Nordosten den Hang hinauf.

## Verkehr und Wanderwege
Zunächst geradewegs durch die Talsohle aufwärts, dann nach rechts in Serpentinen über den Schlossberg und an der Haubenwäscherteich-Hütte vorbei führt die für den Kraftfahrzeugverkehr freigegebene asphaltierte Hauptzufahrt zum Weinbiet. Wanderwege durchs Tal zum Gipfel sind zwar kürzer, weisen aber stärkere Steigungen als der Fahrweg auf.
Gut 600 m vom Talausgang aufwärts, bis zum Parkplatz Meisental, ist die Straße beidseits mit Wohnhäusern bebaut; in diesem Bereich wird der Sulzwiesengraben unterirdisch geführt.